# Kotterhof
Kotterhof ist ein Wohnplatz in der Gemeinde Kürten im Rheinisch-Bergischen Kreis.

## Lage und Beschreibung
Der Ort liegt im Nordosten von Olpe, mit dem es mittlerweile einen geschlossenen Siedlungsbereich bildet und somit nicht mehr eigenständig wahrgenommen wird.

## Geschichte
Die Topographia Ducatus Montani des Erich Philipp Ploennies aus dem Jahre 1715, Blatt Amt Steinbach, belegt, dass der Ort bereits 1715 als Freyhof bestand und als Kotterhof bezeichnet wurde. Aus der Charte des Herzogthums Berg 1789 von Carl Friedrich von Wiebeking geht hervor, dass Kotterhof zu dieser Zeit Teil der Honschaft Olpe im Kirchspiel Kürten im Landgericht Kürten war. Er benennt den Ort als Katerhof.
Unter der französischen Verwaltung zwischen 1806 und 1813 wurde das Amt Steinbach aufgelöst und Kotterhof wurde politisch der Mairie Olpe im Kanton Wipperfürth  im Arrondissement Elberfeld zugeordnet. 1816 wandelten die Preußen die Mairie zur Bürgermeisterei Olpe im Kreis Wipperfürth.
Kotterhof gehörte zu dieser Zeit zur Gemeinde Olpe.
Der Ort ist auf der Topographischen Aufnahme der Rheinlande von 1824 als Kotterhof und auf der Preußischen Uraufnahme von 1840 als Kottenhof verzeichnet.
Ab der Preußischen Neuaufnahme von 1892 ist er auf Messtischblättern regelmäßig als Kotterhof verzeichnet.
1822 lebten 34 Menschen im als Hof kategorisierten und Kotterhof bezeichneten Ort.
1830 hatte der Ort 38 Einwohner.
Der 1845 laut der Uebersicht des Regierungs-Bezirks Cöln als Hof kategorisierte Ort besaß zu dieser Zeit fünf Wohnhäuser. Zu dieser Zeit lebten 42 Einwohner im Ort, davon alle katholischen Bekenntnisses.
Im Gemeindelexikon für die Provinz Rheinland von 1888 werden sechs Wohnhäuser mit 33 Einwohnern angegeben.
1895 hatte der Ort sechs Wohnhäuser und 35 Einwohner.
1905 besaß der Ort sechs Wohnhäuser und 39 Einwohner und gehörte konfessionell zum katholischen Kirchspiel Olpe.
1927 wurden die Bürgermeisterei Olpe in das Amt Olpe überführt. In der Weimarer Republik wurden 1929 die Ämter Kürten mit den Gemeinden Kürten und Bechen und Olpe mit den Gemeinden Olpe und Wipperfeld zum Amt Kürten zusammengelegt. Der Kreis Wipperfürth ging am 1. Oktober 1932 in den Rheinisch-Bergischen Kreis mit Sitz in Bergisch Gladbach auf.
1975 entstand aufgrund des Köln-Gesetzes die heutige Gemeinde Kürten, zu der neben den Ämtern Kürten, Bechen und Olpe ein Teilgebiet der Stadt Bensberg mit Dürscheid und den umliegenden Gebieten kam.